# Campeonato Sul-Americano de Rugby de 2005
O Campeonato Sul-Americano de Rugby de 2005 foi a XXVII edição deste torneio.
A divisão maior (Sul-Americano "A") foi realizada em Buenos Aires (Argentina), participaram as seleçãos de Argentina, Uruguai e Chile.
A vencedora foi a Seleção Argentina.
A divisão mais baixa (Sul-Americano "B") foi realizada em Assunção (Paraguai), com a participação das seleçãos de Brasil, Colômbia, Peru e Paraguai, e Venezuela.
A vencedora foi a Seleção Paraguaia.

## Divisão A
| 8 de Maio de 2005 |         |       |              |
| Argentina         | 48 - 13 | Chile | Buenos Aires |
|                   |         |       | Buenos Aires |

| 11 de Maio de 2005 |         |       |              |
| Uruguai            | 34 - 25 | Chile | Buenos Aires |
|                    |         |       | Buenos Aires |

| 15 de Maio de 2005 |         |         |              |
| Argentina          | 27 - 21 | Uruguai | Buenos Aires |
|                    |         |         | Buenos Aires |

### Classificação
| Seleção   | Vitórias | Empates | Derrotas | Pontos a favor | Pontos contra | Pontos +/- | Pontos |
| --------- | -------- | ------- | -------- | -------------- | ------------- | ---------- | ------ |
| Argentina | 2        | 0       | 0        | 75             | 34            | +41        | 6      |
| Uruguai   | 1        | 0       | 1        | 55             | 52            | +3         | 4      |
| Chile     | 0        | 0       | 2        | 38             | 82            | -44        | 2      |

Pontuação: Vitória = 3, Empate = 2, Derrota = 1 

## Campeão
| Campeonato Sul-Americano de Rugby 2005 |
| -------------------------------------- |
| ARGENTINA Campeã (26º título)          |

## Divisão B
| 23 de Setembro de 2005 |         |      |          |
| Brasil                 | 38 - 14 | Peru | Assunção |
|                        |         |      | Assunção |

| 23 de Setembro de 2005 |        |          |          |
| Paraguai               | 82 - 8 | Colômbia | Assunção |
|                        |        |          | Assunção |

| 25 de Setembro de 2005 |         |           |          |
| Brasil                 | 20 - 12 | Venezuela | Assunção |
|                        |         |           | Assunção |

| 25 de Setembro de 2005 |         |      |          |
| Paraguai               | 68 - 13 | Peru | Assunção |
|                        |         |      | Assunção |

| 28 de Setembro de 2005 |        |           |          |
| Paraguai               | 94 - 7 | Venezuela | Assunção |
|                        |        |           | Assunção |

| 28 de Setembro de 2005 |         |          |          |
| Peru                   | 17 - 16 | Colômbia | Assunção |
|                        |         |          | Assunção |

| 30 de Setembro de 2005 |        |          |          |
| Brasil                 | 64 - 0 | Colômbia | Assunção |
|                        |        |          | Assunção |

| 30 de Setembro de 2005 |         |           |          |
| Peru                   | 20 - 19 | Venezuela | Assunção |
|                        |         |           | Assunção |

| 2 de Outubro de 2005 |        |           |          |
| Colômbia             | 24 - 7 | Venezuela | Assunção |
|                      |        |           | Assunção |

| 2 de Outubro de 2005 |        |        |          |
| Paraguai             | 45 - 8 | Brasil | Assunção |
|                      |        |        | Assunção |

### Classificação
| Seleção   | Vitórias | Empates | Derrotas | Pontos a favor | Pontos contra | Pontos +/- | Pontos |
| --------- | -------- | ------- | -------- | -------------- | ------------- | ---------- | ------ |
| Paraguai  | 4        | 0       | 0        | 289            | 36            | +253       | 12     |
| Brasil    | 3        | 0       | 1        | 130            | 71            | +59        | 10     |
| Peru      | 2        | 0       | 2        | 64             | 141           | -77        | 8      |
| Colômbia  | 1        | 0       | 3        | 48             | 170           | -122       | 6      |
| Venezuela | 0        | 0       | 4        | 45             | 158           | -113       | 4      |

Pontuação: Vitória = 3, Empate = 2, Derrota = 1 

## Campeão Divisão B
| Campeonato Sul-Americano de Rugby 2005 Divisão B |
| ------------------------------------------------ |
| PARAGUAI Campeão (2º título)                     |